# Florești, Sibiu
Florești, mai demult Felța, (în germană Felsendorf, în trad. "Satul cu Stânci", "Stânceni", în dialectul săsesc Fälzenderf, în maghiară Földszin, Földszintelke) este un sat în comuna Laslea din județul Sibiu, Transilvania, România.

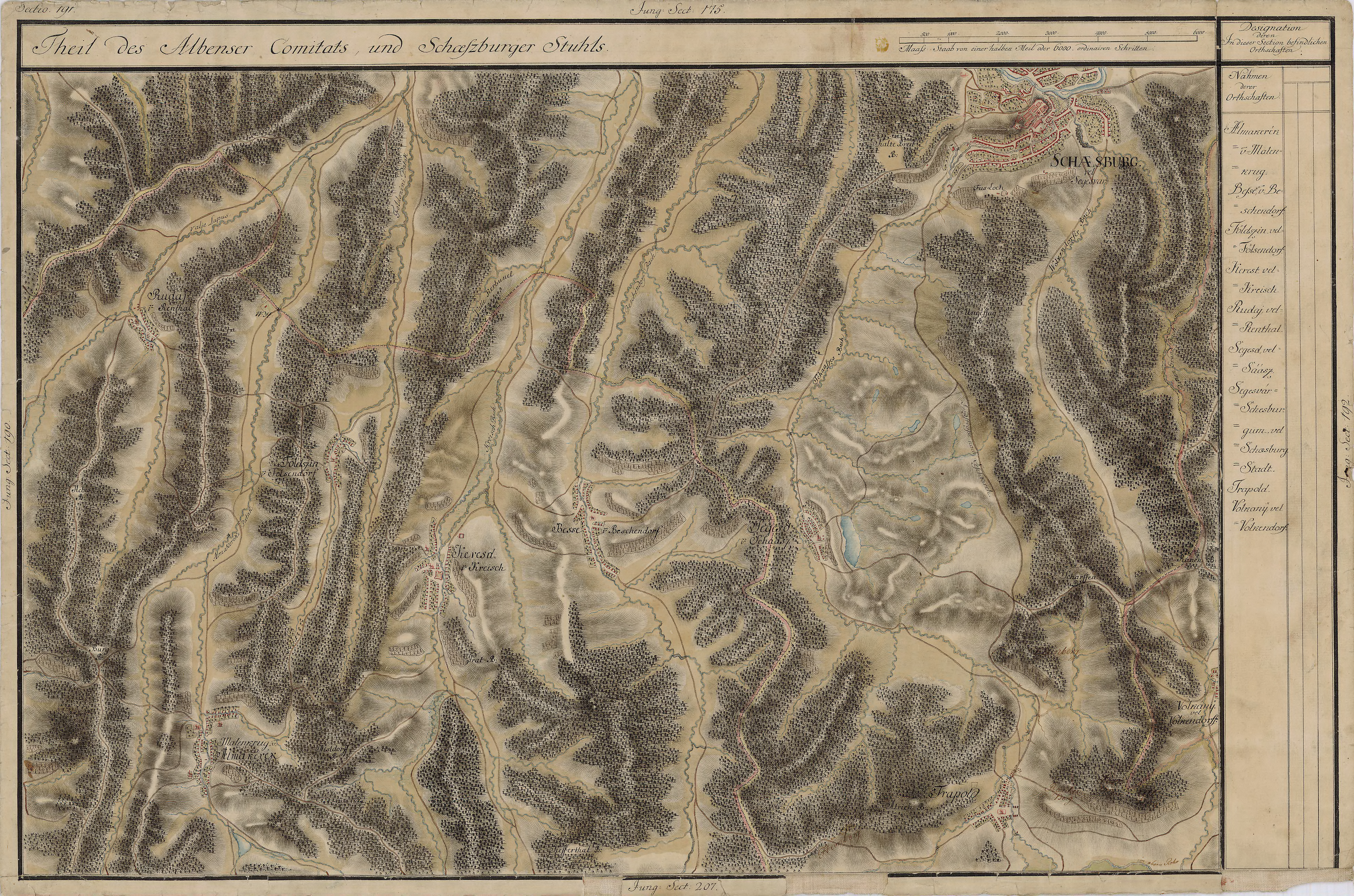
Florești pe Harta Iosefină a Transilvaniei, 1769-1773

## Lăcașuri de cult
Biserica Ortodoxă Romană Florești a fost ridicată în anul 1868,cu contribuția credincioșilor din Florești.
Biserica Evanghelică-Luterană a fost ridicată în anul 1424, cu contribuția financiară a familiei nobiliare Bethlen. O parte din mobilierul bisericii se află în prezent la Muzeul de Artă din Cluj.

## Vezi și
- Biserica evanghelică din Florești

## Imagini

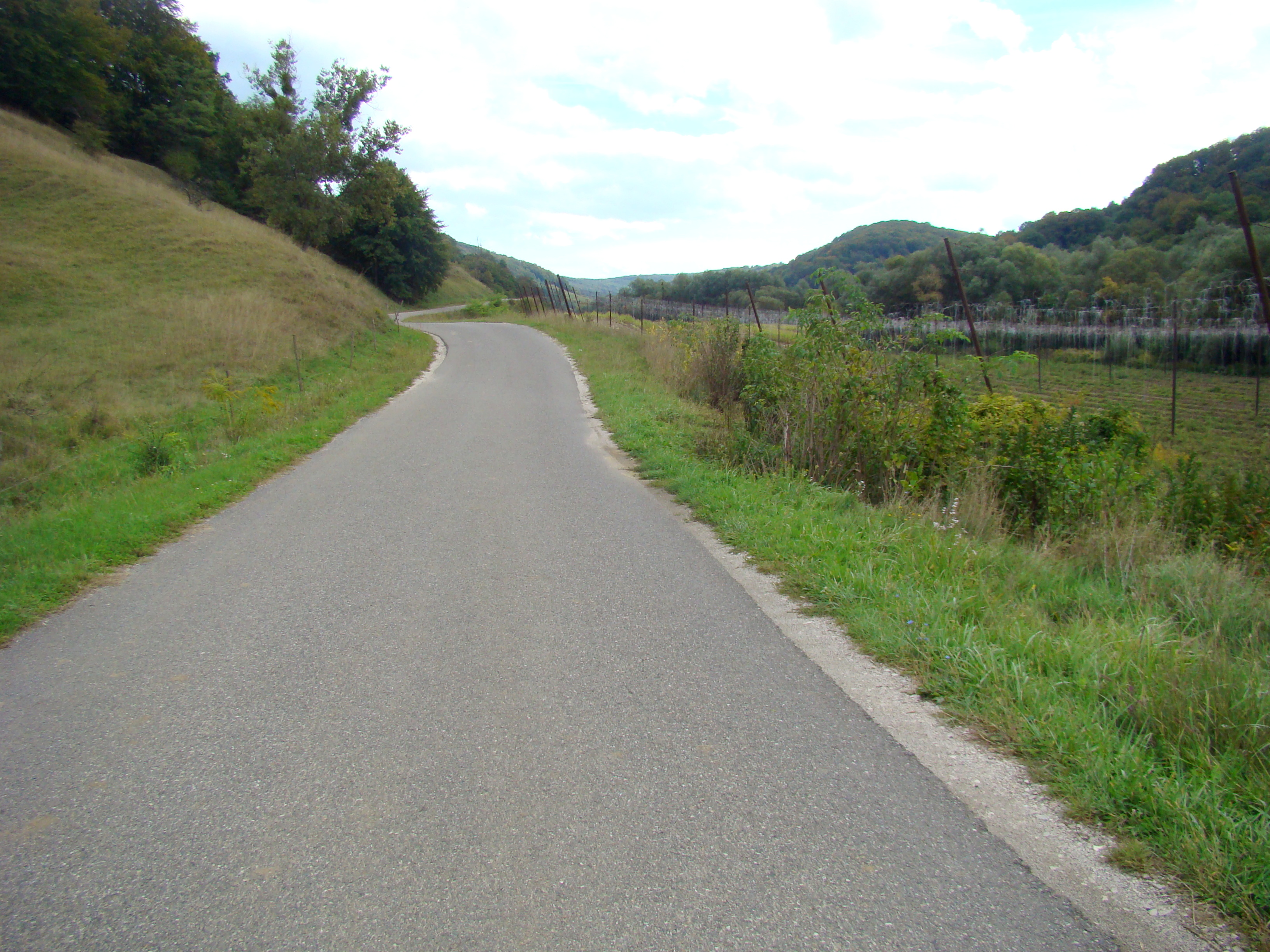
Drumul Laslea-Florești
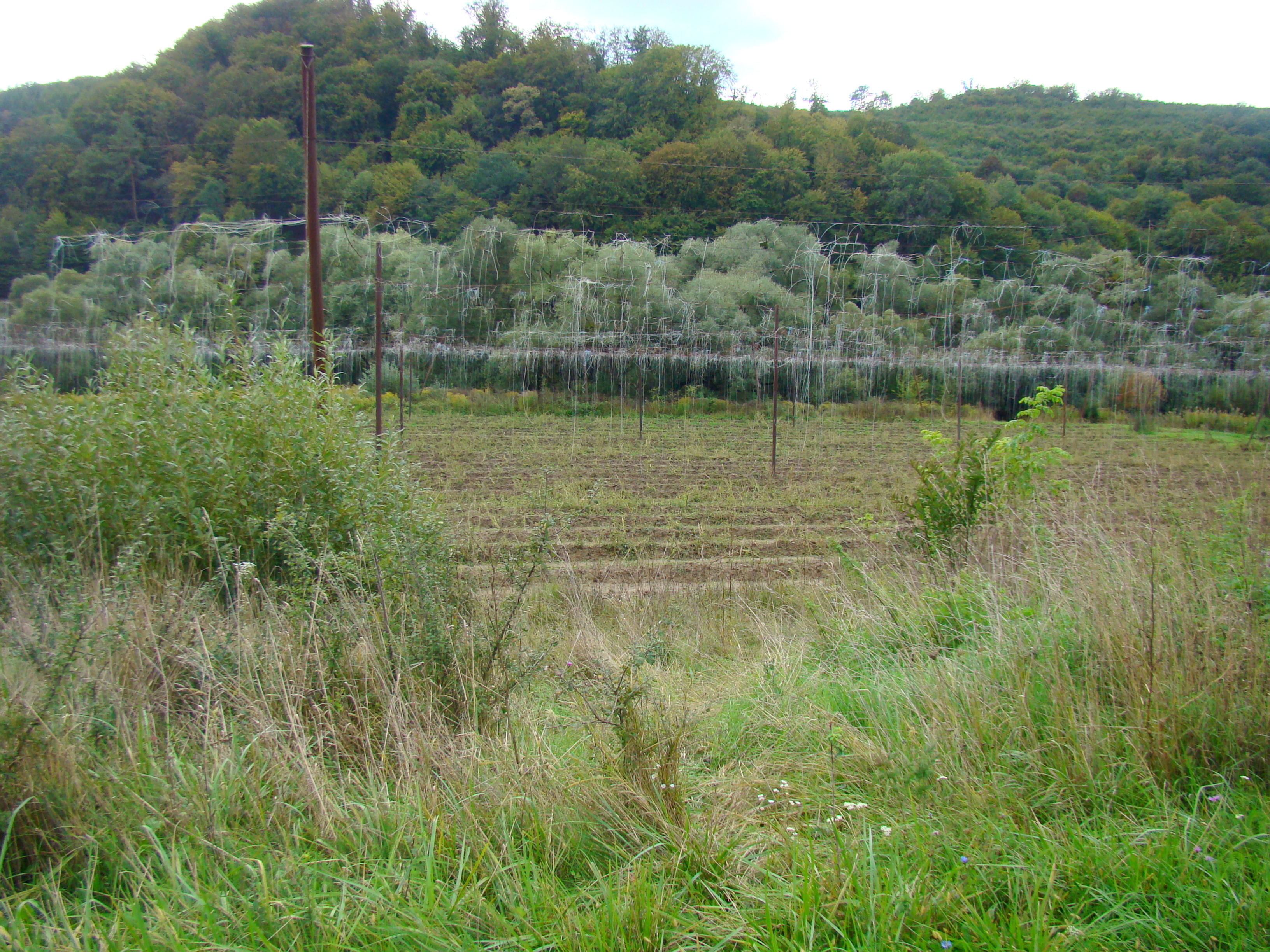
Plantația de hamei
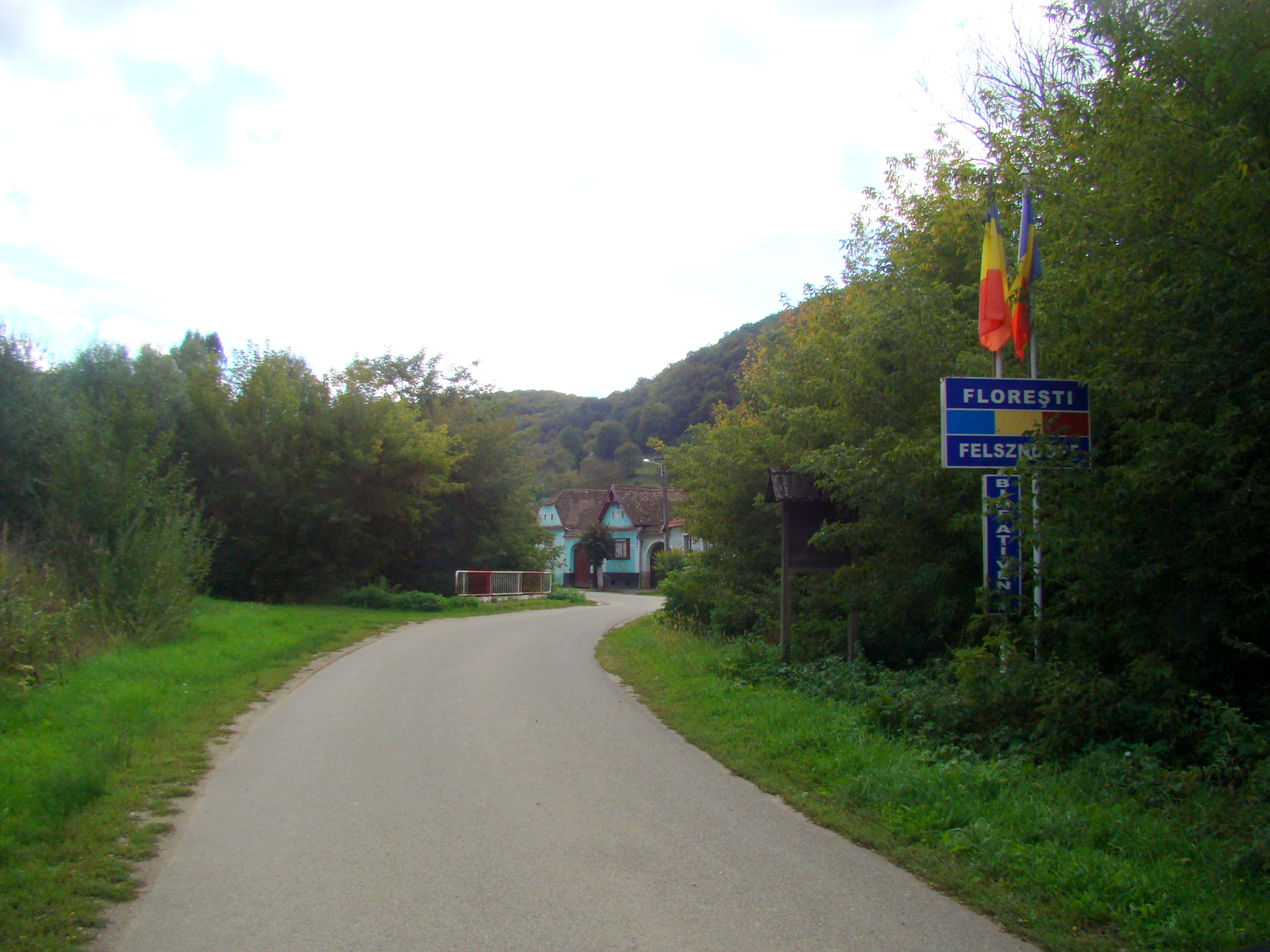
Intrarea în localitate
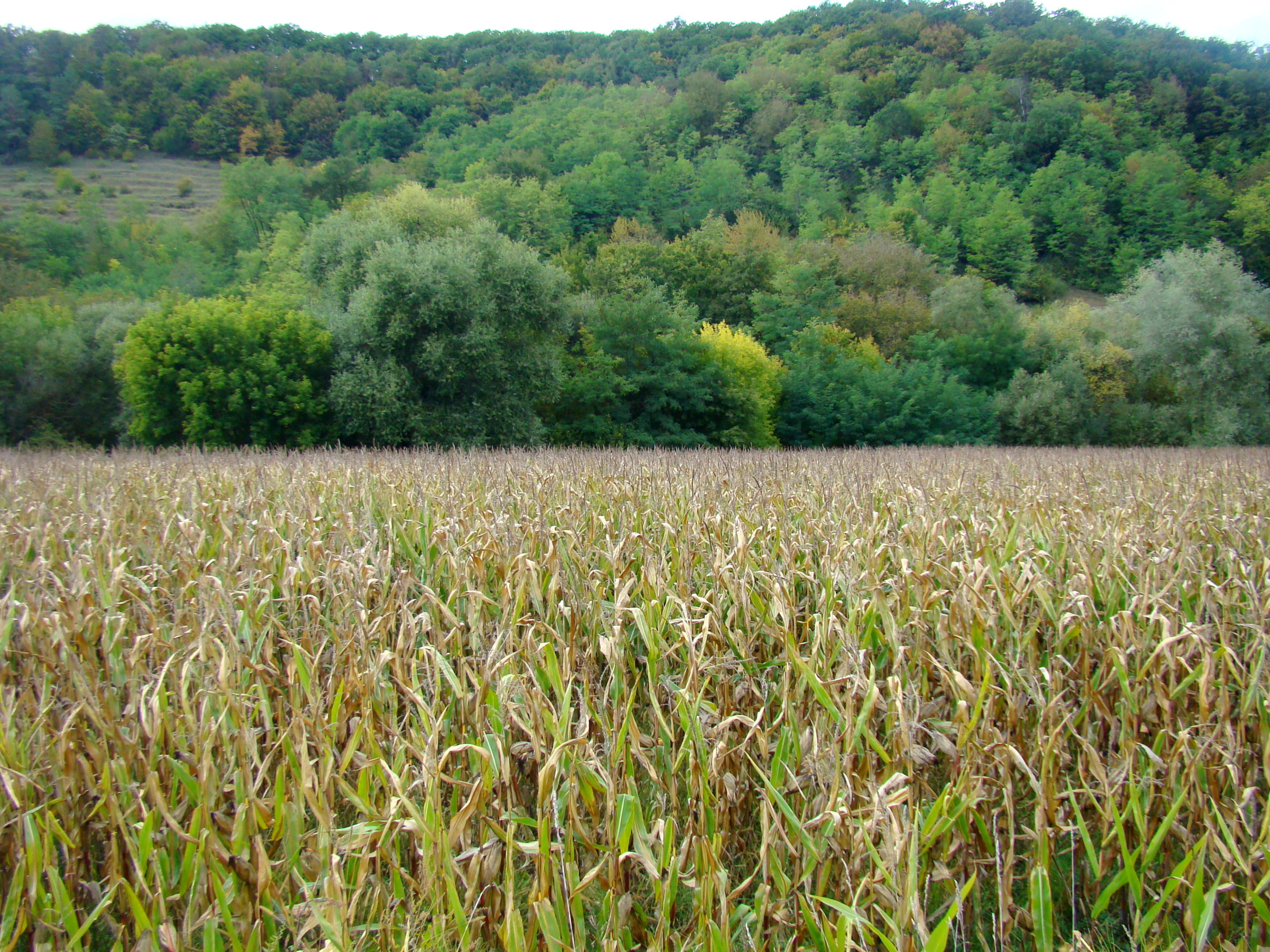
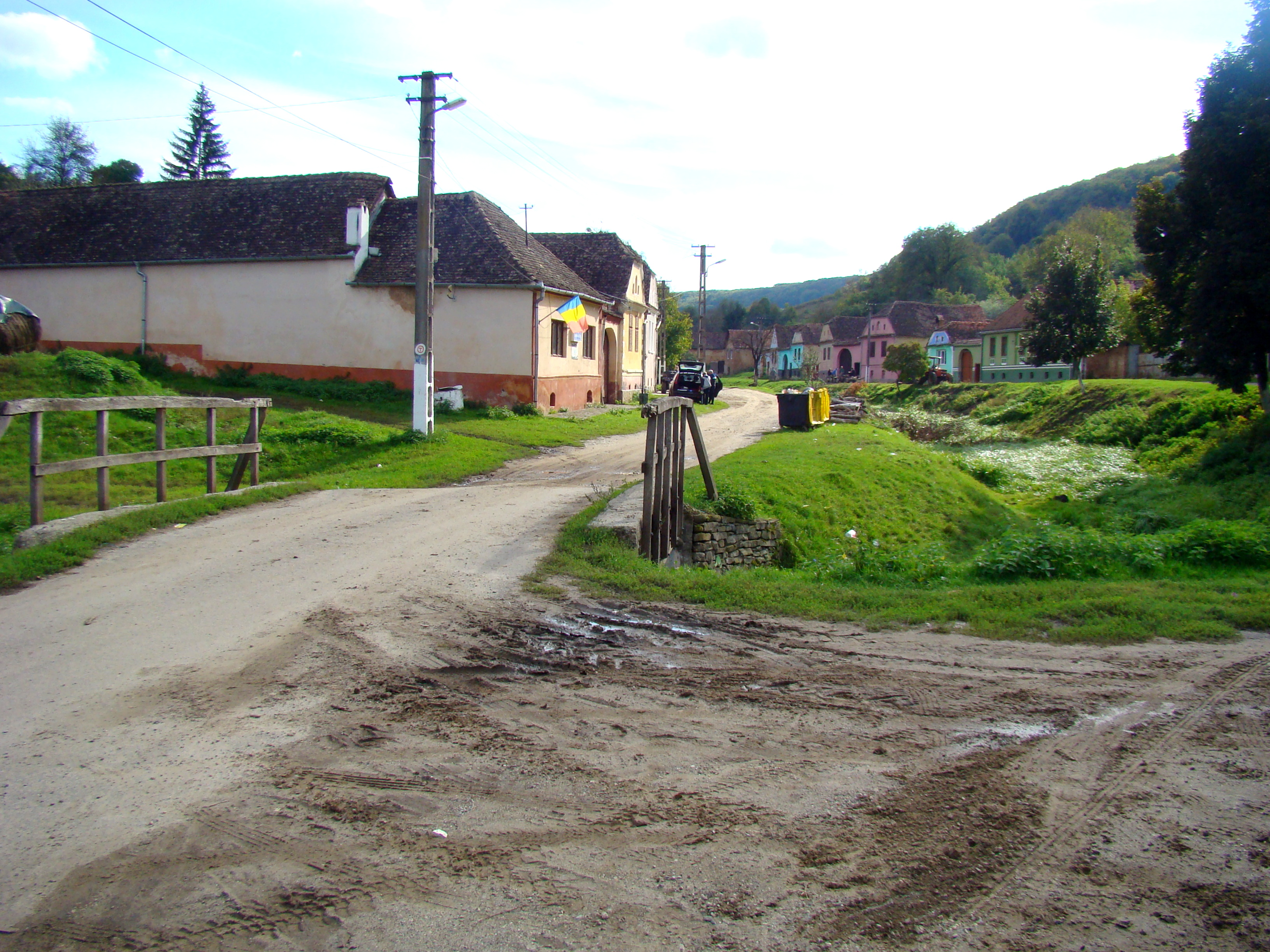
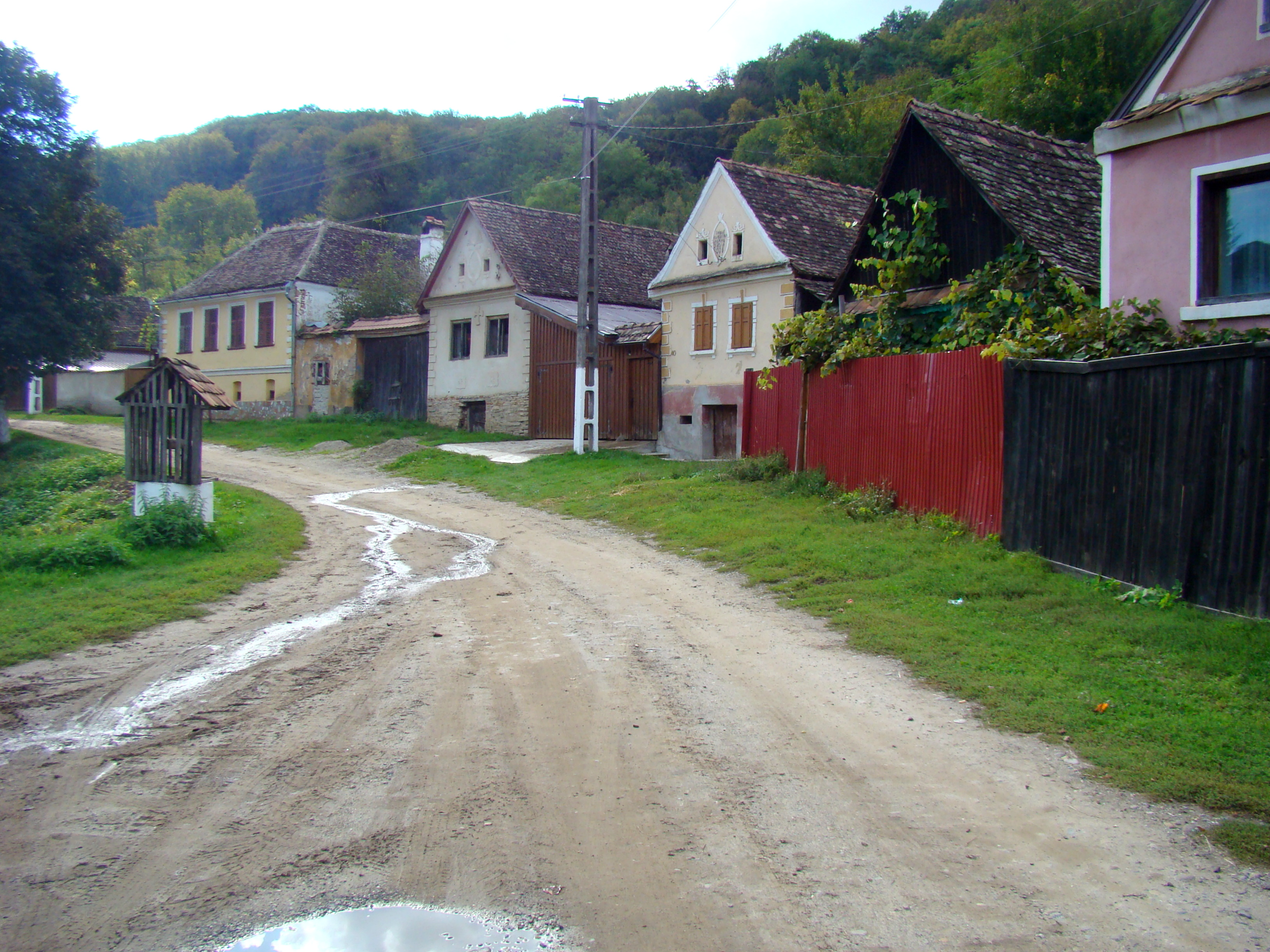
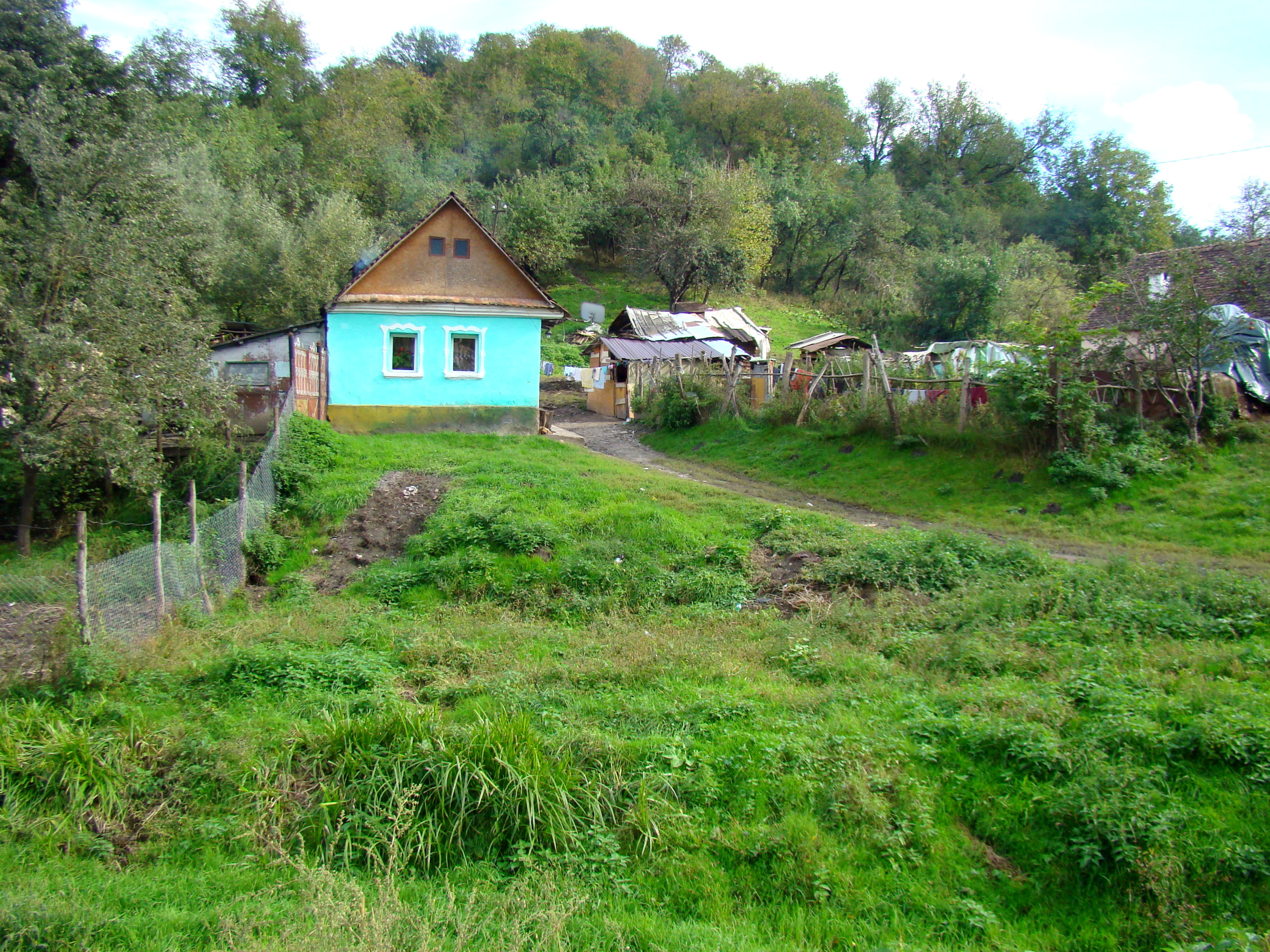
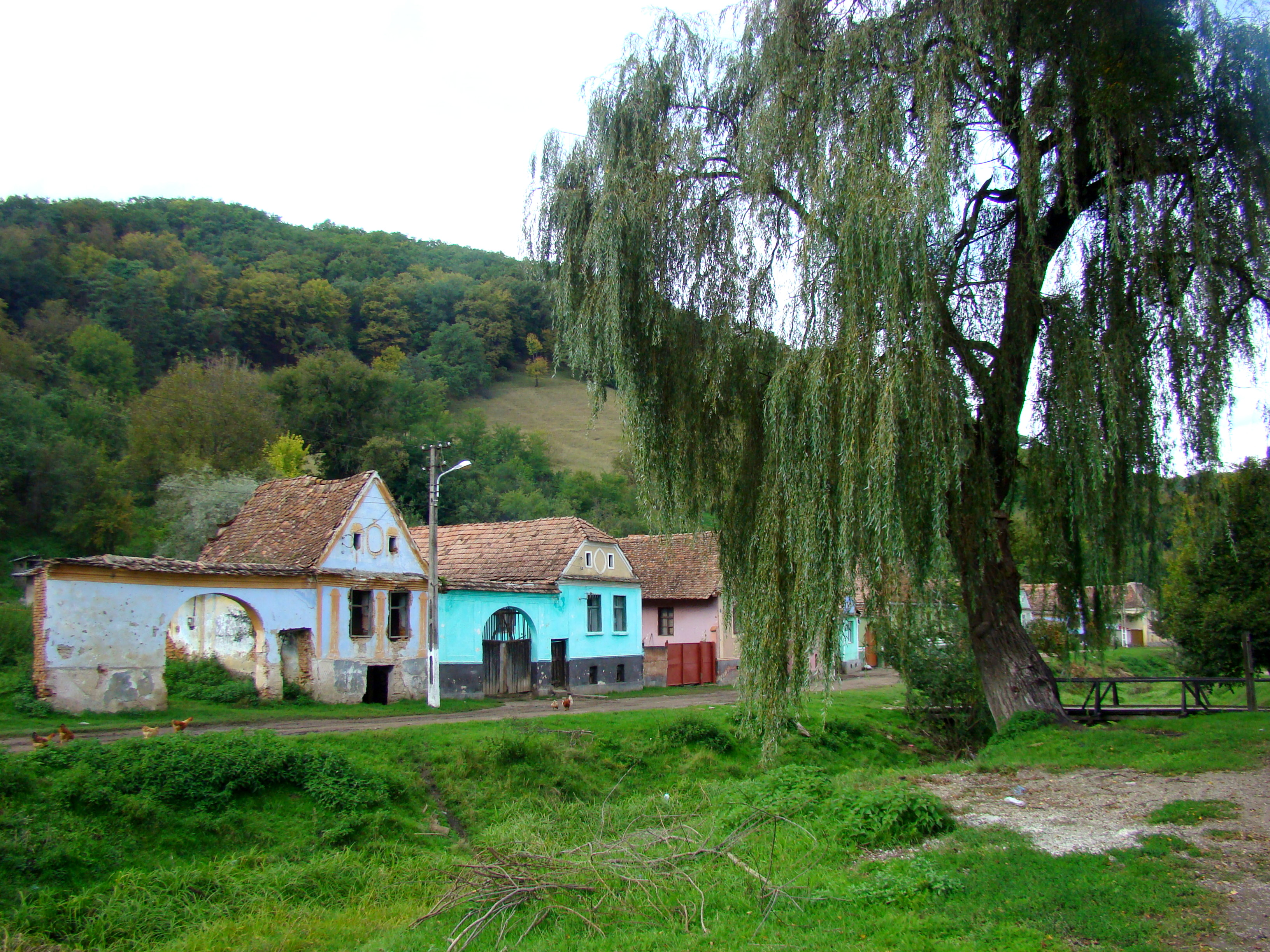
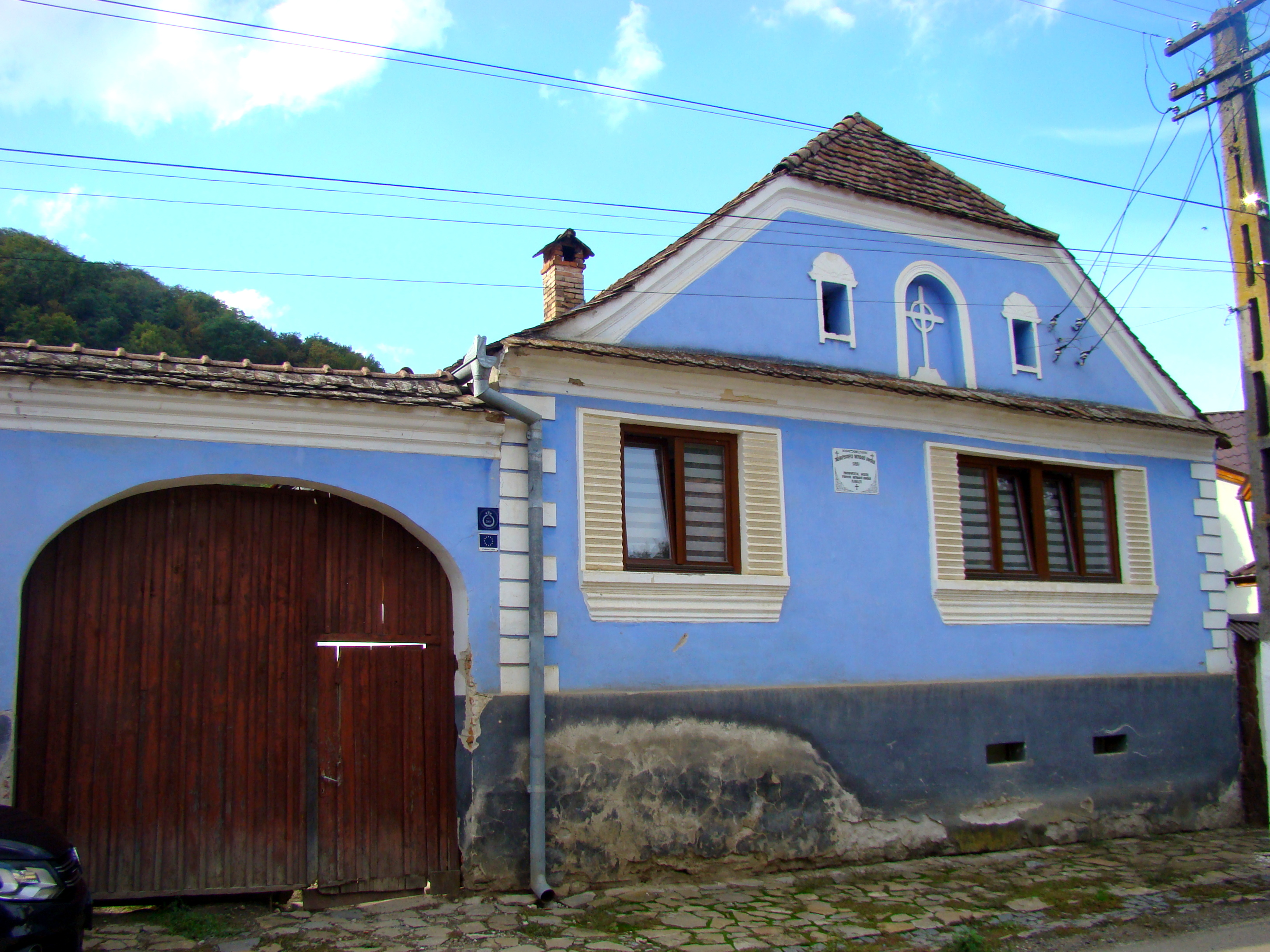
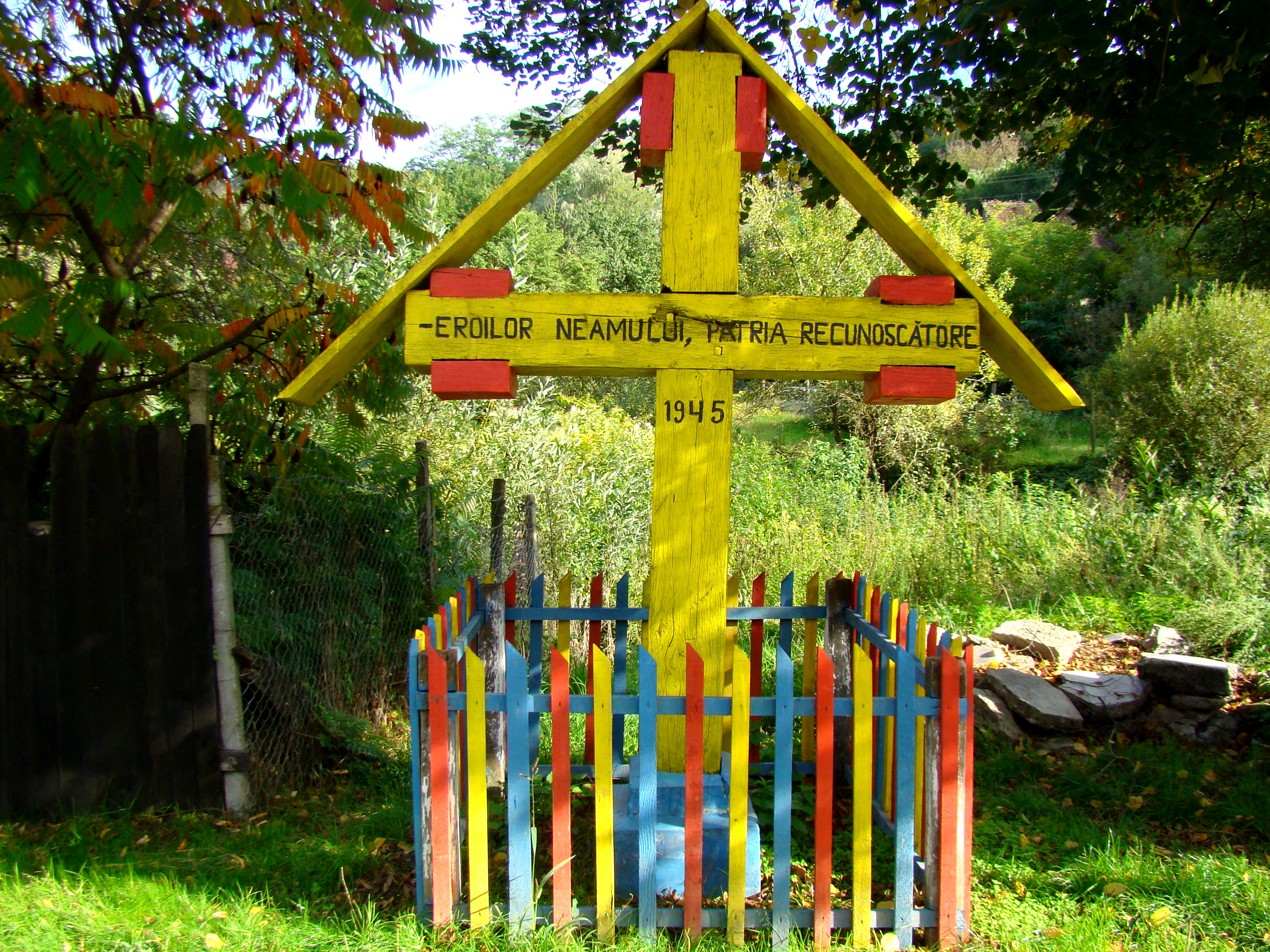
Troița Eroilor
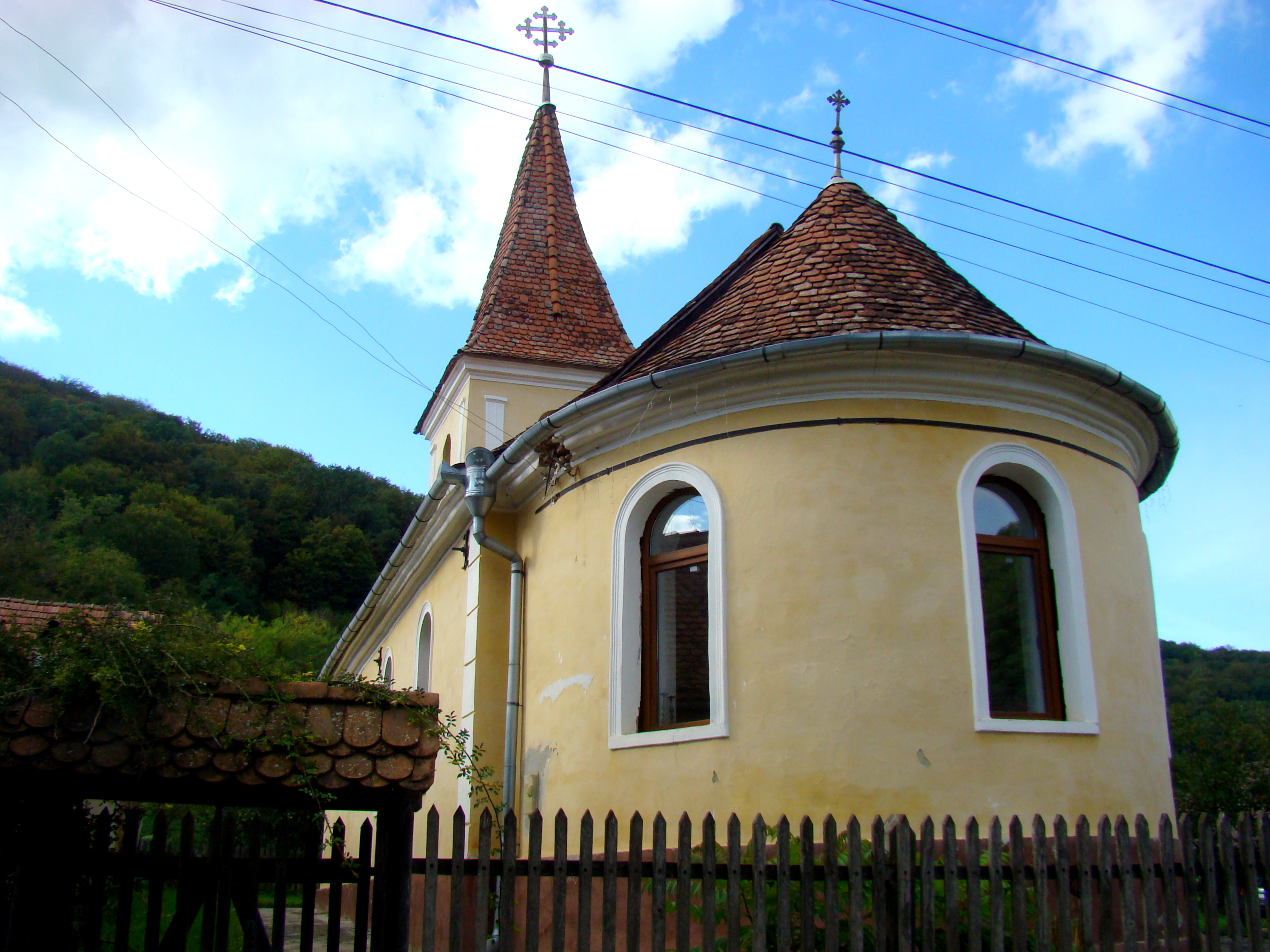
Biserica ortodoxă are hramul „Intrarea Maicii Domnului în Biserică"
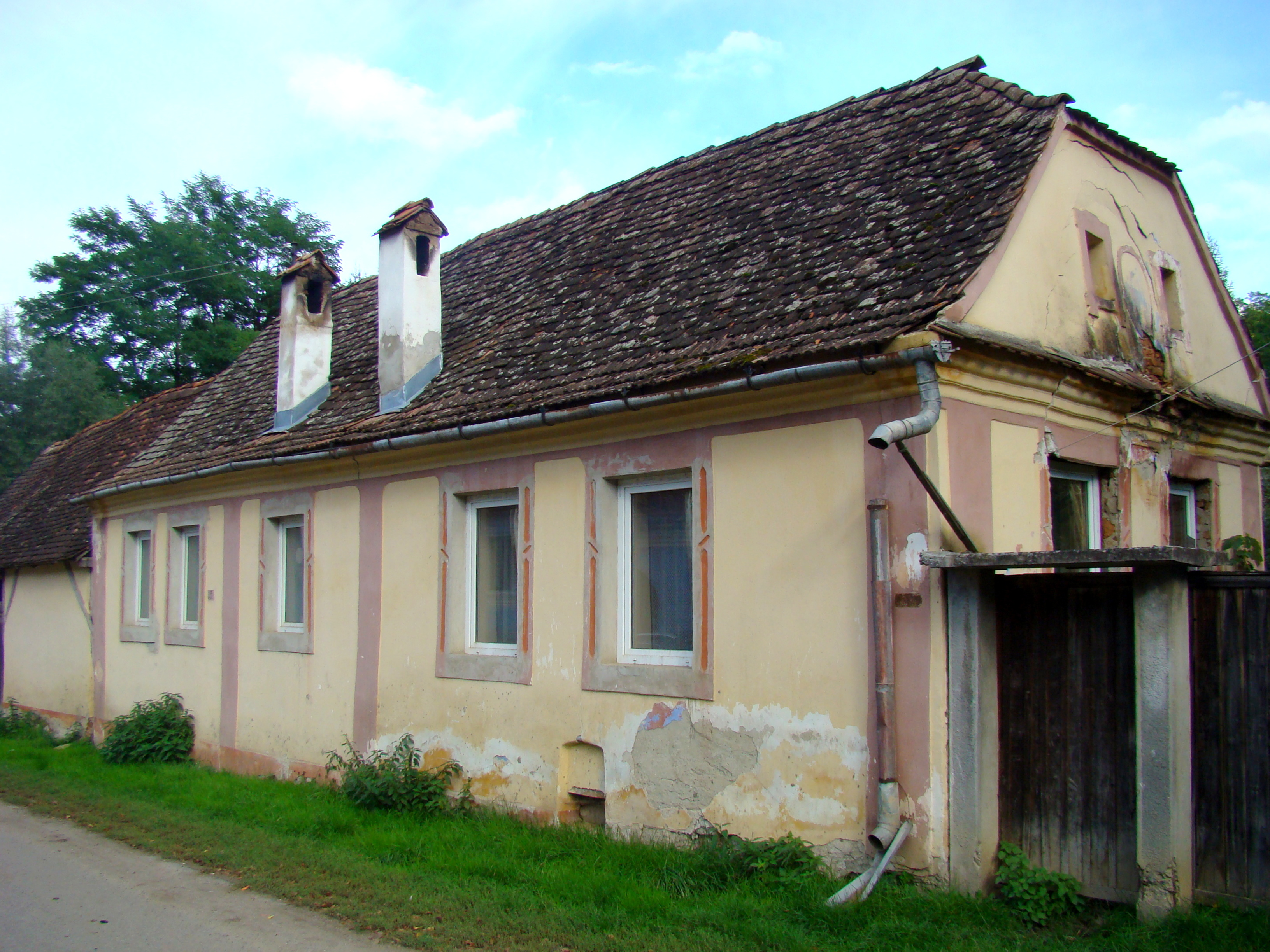
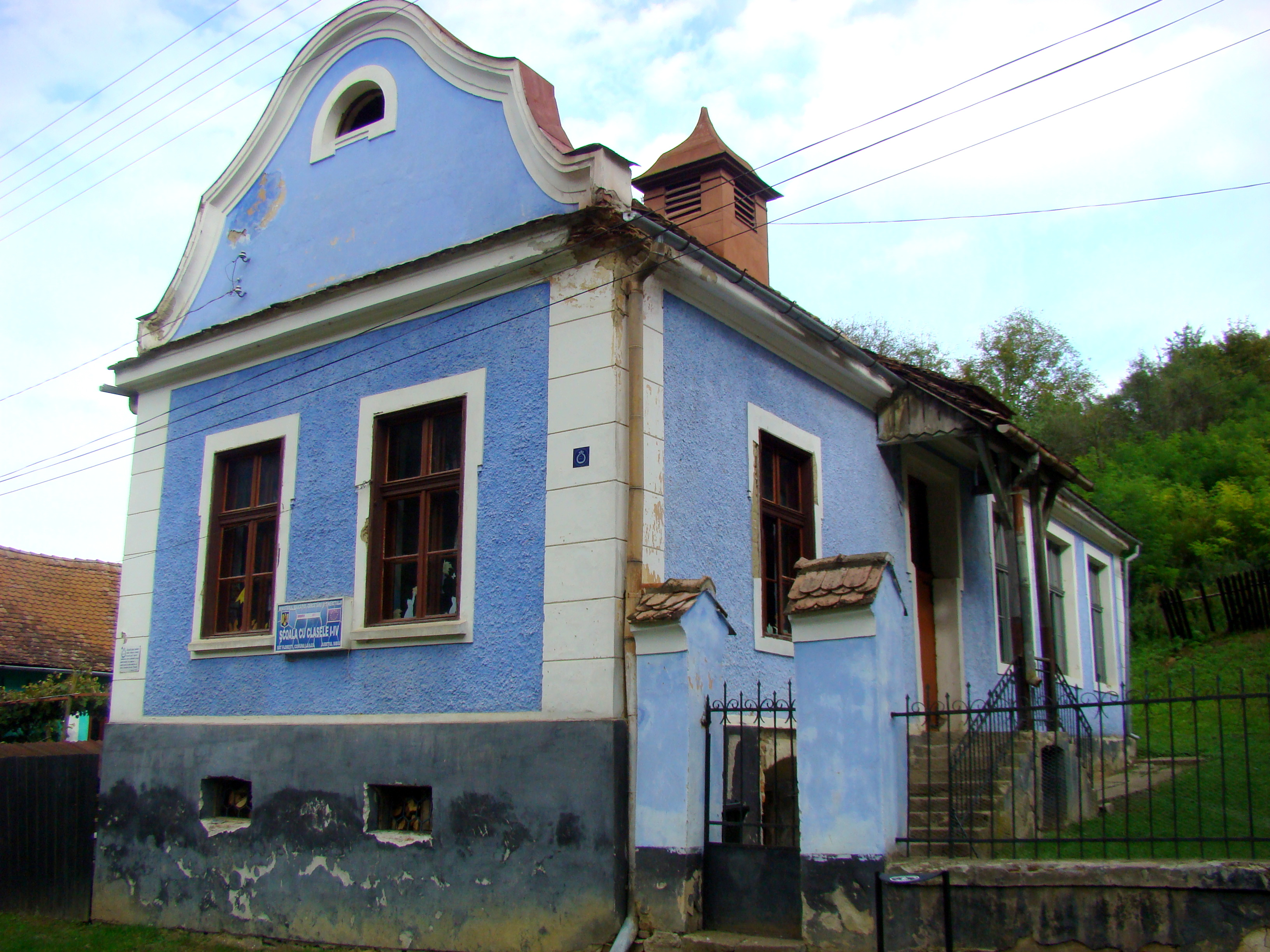
Școala primară
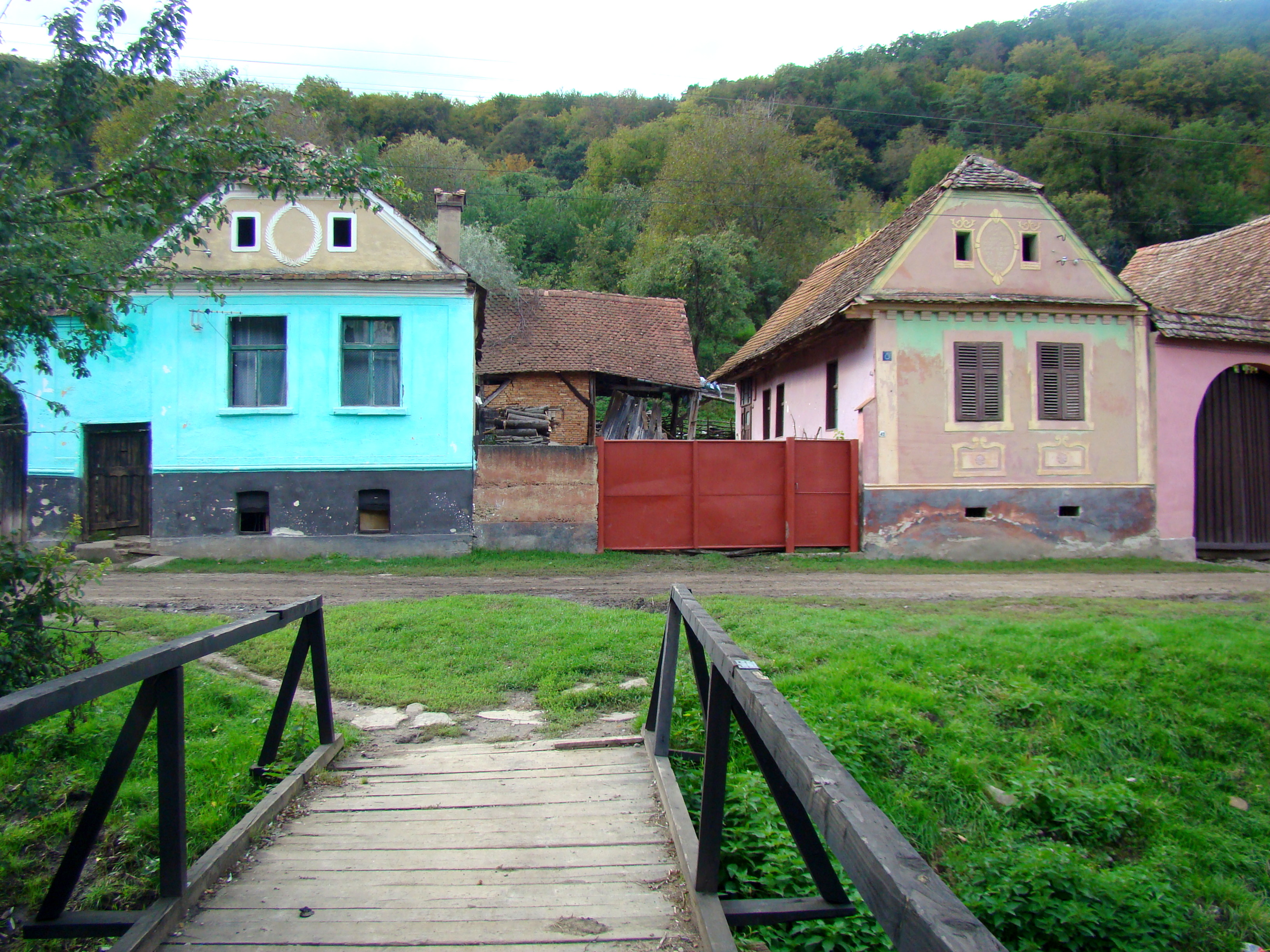
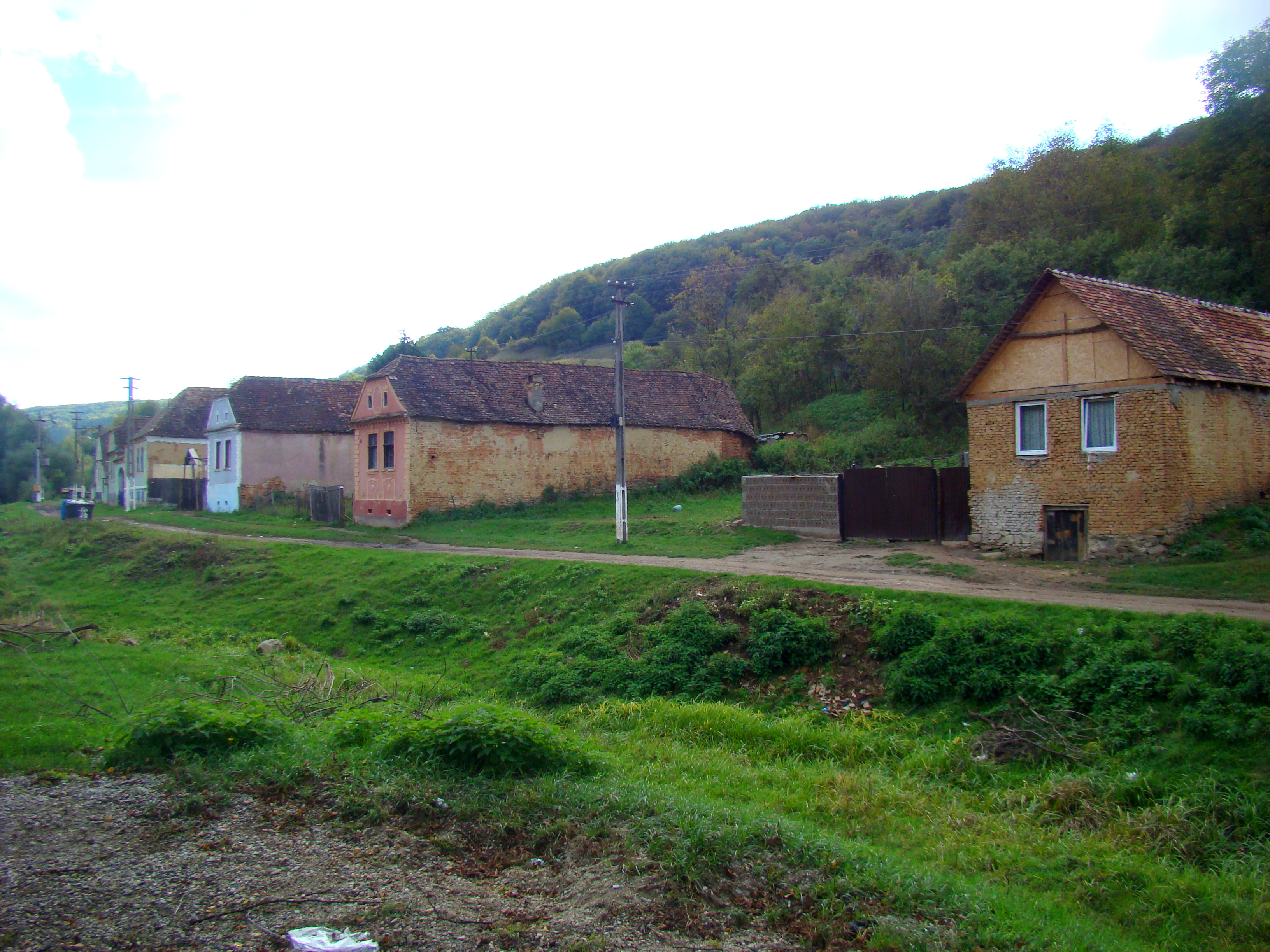
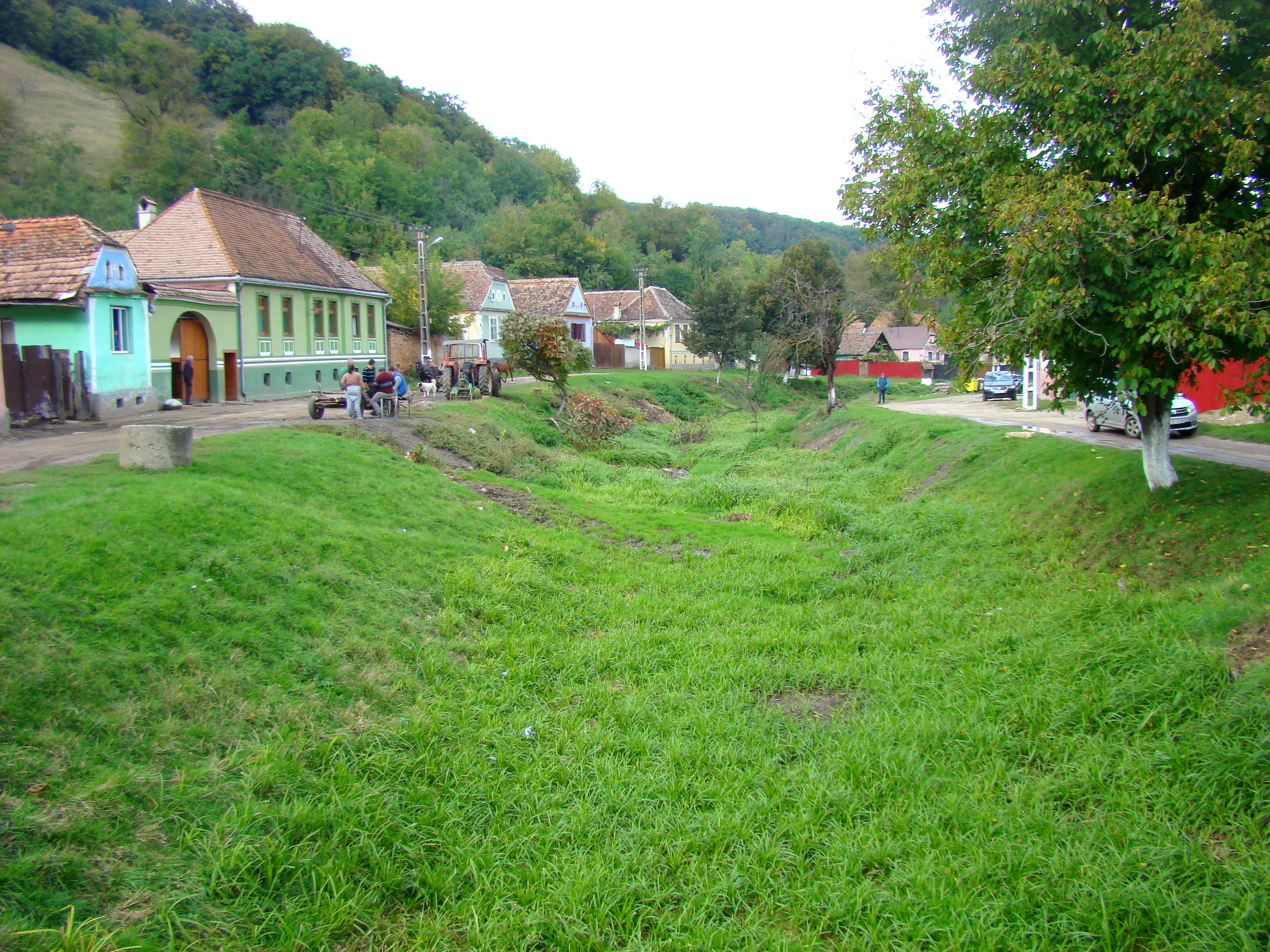
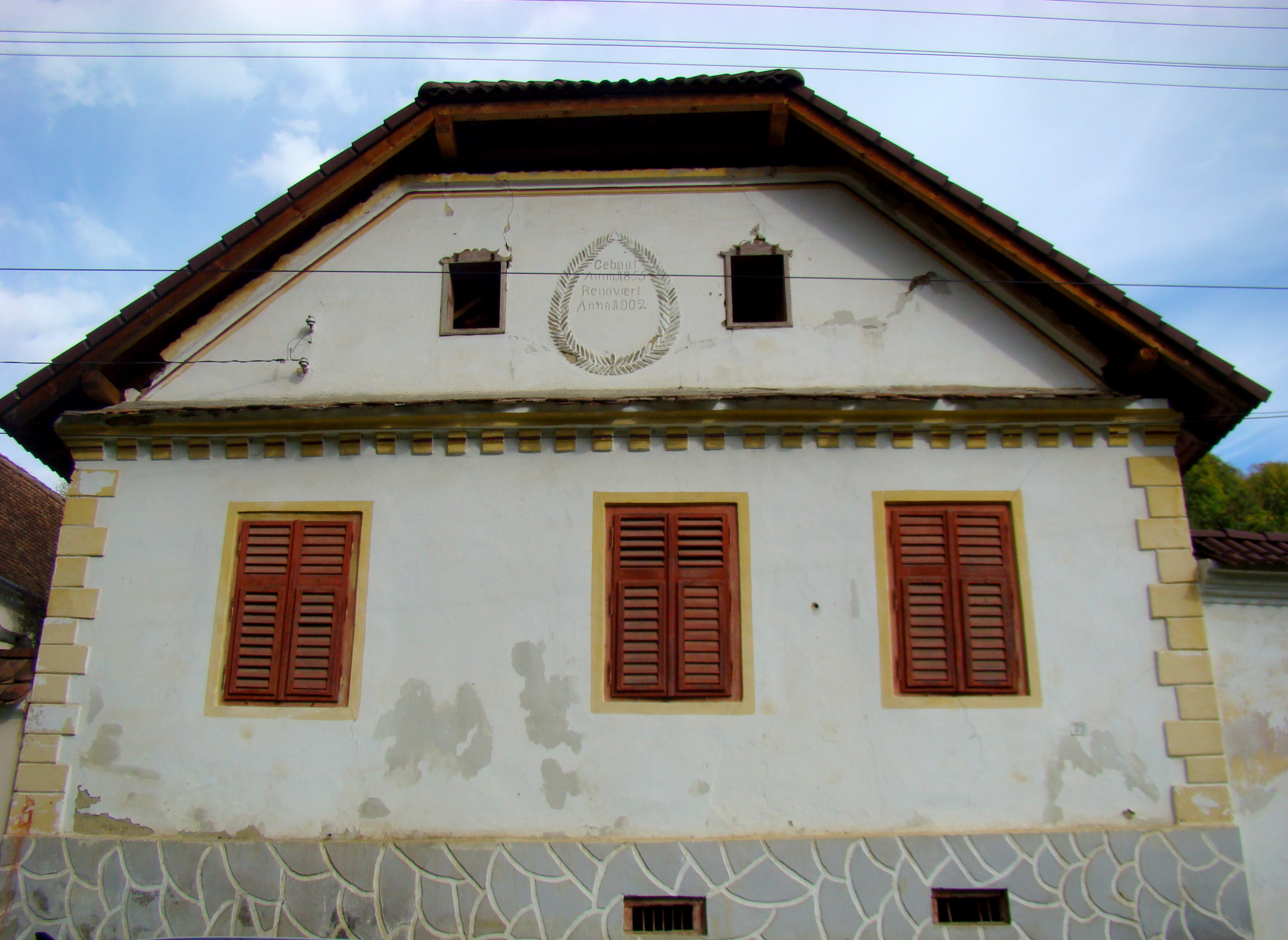
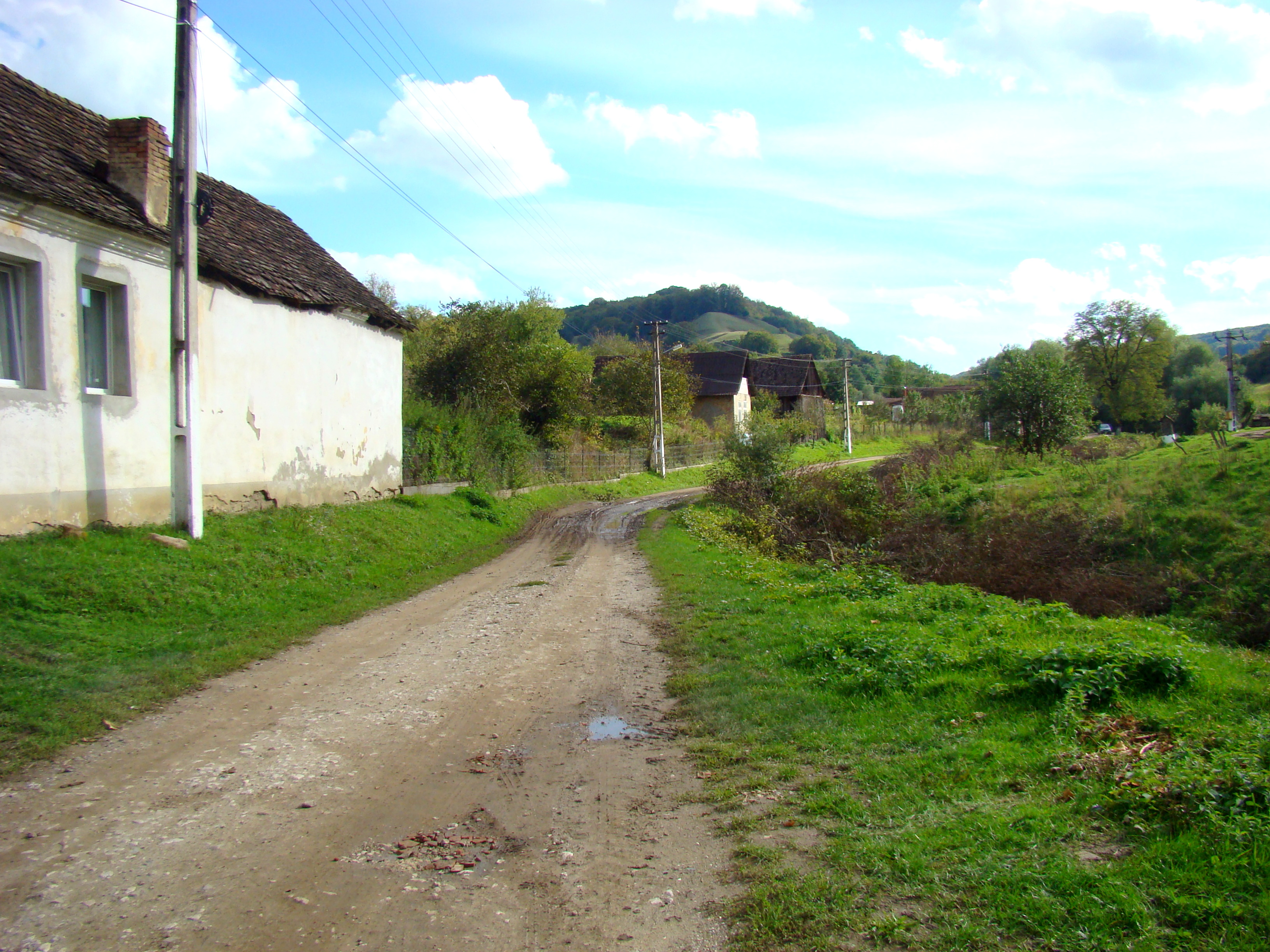